# Rio Epte
O rio Epte é um rio localizado do norte de França, afluente do rio Sena pela margem direita. Nasce em Serqueux, no Pays de Bray, no departamento de Seine-Maritime e desagua no rio Sena perto de Vernon, no limite entre Eure e Yvelines, após 113 km. A sua bacia tem 1467 km².
Passa pelos departamentos franceses de Seine-Maritime, Oise, Val-d'Oise, Yvelines e Eure. Entre as cidades que banha estão Gournay-en-Bray e Gisors.
Entre os seus afluentes pela margem direita estão os rios Troesne, Réveillon, Aubette de Magny e Cudron, e pela margem direita o Levrière e o Morette.
Fazia parte da fronteira normanda com a antiga França (a moderna Île-de-France); atualmente limita o departamento de Eure com o de Oise, Val-d'Oise e Yvelines.
Claude Monet pintou-o no quadro "Canoa sobre o rio Epte".